# Clinteria cinctipennis
Clinteria cinctipennis är en skalbaggsart som beskrevs av Hippolyte Louis Gory och Achille Rémy Percheron 1833. Clinteria cinctipennis ingår i släktet Clinteria och familjen Cetoniidae.

## Underarter
Arten delas in i följande underarter:
- C. c. hageni
- C. c. wallacei